# Inigo Westmeier

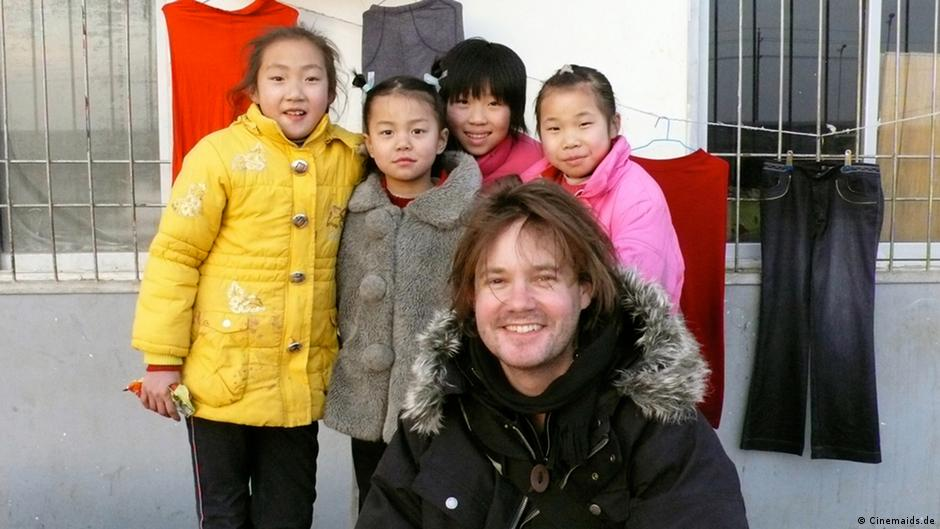
Inigo Westmeier in China während der Dreharbeiten zu Drachenmädchen, 2010

Inigo Westmeier (* 23. Oktober 1973 in Brüssel) ist ein deutscher Dokumentarfilmer, Regisseur, Produzent, Drehbuchautor und Kameramann.

## Leben
Seine Schulausbildung absolvierte Westmeier in Belgien, den USA und Deutschland, die er 1994 in Frankfurt am Main mit seinem Abitur beendete. Von 1993 bis 1994 war er Mitglied im Jugend-Ensemble im Schauspielhaus Frankfurt am Main. Er studierte von 1994 bis 1999 an der Filmhochschule in Moskau am Gerassimow-Institut für Kinematographie (WGIK), wo neben der Kameraarbeit auch Regiearbeit zu seiner Ausbildung gehörte. 1997 besuchte er die Fourth International Masterclass von Billy Williams und László Kovács in Budapest, Ungarn.
Westmeier schloss das WGIK 1999 mit einem Master of Arts ab.
Danach absolvierte er ein Aufbaustudium an der Filmakademie Baden-Württemberg in Ludwigsburg mit Spezialisierung auf Kamera, welches er 2003 mit Diplom abschloss. Im gleichen Jahr absolvierte er den „Berlin Talent Campus“ unter der Leitung von Wim Wenders. Mit einem Stipendium des Landes Baden-Württemberg besuchte er ebenfalls im Jahr 2003 das UCLA Extension Entertainment Studies Department an der University of California in Los Angeles.
Seit 2003 arbeitet Westmeier als Kameramann, Regisseur, Autor und Produzent für Spielfilme, internationale Werbefilme und preisgekrönte Kino-Dokumentarfilme. 2010 gründete Inigo Westmeier die Open Window Film GmbH. 2011 machte er an der Skript Akademie Berlin die Ausbildung zum Drehbuchautor, Dramaturg und Lektor.
Gemeinsam mit seiner damaligen Frau Alexandra Westmeier drehte und produzierte er in Tscheljabinsk die einstündige arte-Dokumentation Mama, mir geht es gut und den abendfüllenden Dokumentarfilm Allein in vier Wänden (2007), international von über siebzig Festivals offiziell ausgewählt (u. a. Nominierung beim Sundance Film Festival 2008).´Allein in 4 Wänden gewann bei 17 Filmfestivals den Hauptpreis, darunter das Internationale Filmfestival von Locarno 2007. Er erhielt das Prädikat „wertvoll“ der FBW.
2012 stellte Westmeier seine abendfüllende Dokumentation Drachenmädchen fertig, die auf über 20 internationalen Festivals weltweit offiziell ausgewählt wurde und u. a. das Prädikat „besonders wertvoll“ der FBW erhielt und diverse Preise gewann (z. B. 2013 Best International Feature Documentary des Hot Docs Canadian International Documentary Festival, den Kamera Award des Deutschen Kamerapreises, den Preis für die beste Regie des Deutschen Regiepreises Metropolis.[./Inigo_Westmeier#cite_note-8 [8]])
Westmeier sammelte Dreherfahrungen in China, Russland, den USA, der Demokratischen Republik Kongo, Ruanda, Thailand, Türkei und Singapur. Er ist Mitglied der Deutschen Filmakademie, im Berufsverband Kinematografie und im Regieverband (BVR).

## Filmographie
- 2000: Peloco (Kurzfilm, Animation)
- 2001: Salzfische
- 2002: Rasstavayas s Moskvoy
- 2003: Faites vos Jeux – Mach Dein Spiel (Kurzfilm)
- 2003: Marco und der Wolf (Kurzfilm)
- 2007: Allein in vier Wänden
- 2008: Unschuldig (TV-Serie, 4 Episoden)
- 2008: Der entsorgte Vater
- 2009: Deutschland 09 – 13 kurze Filme zur Lage der Nation (Segment Schieflage)
- 2009: Papy
- 2010: State of Mind
- 2010: Der Wimpernschlag der kleinen Nam
- 2010: Die Haushaltshilfe
- 2012: Drachenmädchen
- 2015: Gener8ion feat. M.I.A. (Musikvideo)
- 2017: Ins Ungewisse
- 2018: Black China
- 2018: Der Auf-Schneider – Aufstieg und Fall eines deutschen Baulöwen